# Mexcala
Mexcala Peckham & Peckham, 1902 è un genere di ragni appartenente alla famiglia Salticidae.

## Distribuzione
Delle venti specie oggi note di questo genere, ben diciotto sono diffuse nel continente africano; la M. farsensis è endemica dell'Iran e la M. monstrata dello Yemen.

## Tassonomia
A giugno 2011, si compone di 20 specie:
- Mexcala agilis Lawrence, 1928 — Namibia
- Mexcala angolensis Wesolowska, 2009 — Angola
- Mexcala caerulea (Simon, 1901) — Africa occidentale
- Mexcala elegans Peckham & Peckham, 1903 — Africa meridionale
- Mexcala farsensis Logunov, 2001 — Iran
- Mexcala fizi Wesolowska, 2009 — Congo, Tanzania
- Mexcala formosa Wesolowska & Tomasiewicz, 2008 — Etiopia
- Mexcala Kabondo Wesolowska, 2009 — Congo, Malawi, Tanzania
- Mexcala macilenta Wesolowska & Russell-Smith, 2000 — Etiopia, Tanzania
- Mexcala meridiana Wesolowska, 2009 — Sudafrica
- Mexcala monstrata Wesolowska & van Harten, 1994 — Yemen
- Mexcala namibica Wesolowska, 2009 — Namibia
- Mexcala nigrocyanea (Simon, 1886) — Libia, Egitto, Etiopia
- Mexcala ovambo Wesolowska, 2009 — Namibia
- Mexcala quadrimaculata (Lawrence, 1942) — Zimbabwe, Sudafrica
- Mexcala rufa Peckham & Peckham, 1902[2] — Sudafrica
- Mexcala signata Wesolowska, 2009 — Kenya, Tanzania
- Mexcala synagelese Wesolowska, 2009 — Sudan, Costa d'Avorio, Congo, Angola
- Mexcala torquata Wesolowska, 2009 — Costa d'Avorio, Guinea
- Mexcala vicina Wesolowska, 2009 — Camerun, Congo

### Sinonimie
- Mexcala natalensis (Lawrence, 1942); gli esemplari, reperiti in Africa meridionale, a seguito di un lavoro dell'aracnologa Wesolowska del 2009 sono stati riconosciuti in sinonimia con M. elegans Peckham & Peckham, 1903, e ivi ascritti[1].